# Frank Wren
Pour les articles homonymes, voir Wren.
Frank Wren (né le 17 mars 1958 à St. Petersburg, Floride, États-Unis) est une dirigeant de baseball qui, depuis le 25 septembre 2015, est le vice-président senior des Red Sox de Boston de la Ligue majeure de baseball.
Wren notamment été directeur général des Orioles de Baltimore en 1998-1999 et des Braves d'Atlanta de 2007 à 2014.

## Biographie

### Expos de Montréal
Frank Wren, repêché par les Yankees de New York au 17e tour de sélection en 1976, est joueur de baseball dans les ligues mineures durant 5 saisons, de 1977 à 1982, avec des clubs affiliés aux Expos de Montréal. Il atteint le niveau Double-A en 1980. Il ne joue pas en 1981 après avoir été au printemps diagnostiqué avec une tumeur du cerveau. Après une opération, sa vision est double pour un certain temps, l'empêchant de frapper la balle. Il tente un retour au jeu en 1982 et dispute quelques matchs, mais doit renoncer. On lui offre un poste d'instructeur chez les Expos de Jamestown, un club-école dont il devient en 1985 le directeur-gérant. Quatre ans plus tard, il est directeur du recrutement chez les Expos de Montréal et directeur de leurs opérations en Amérique latine, notamment en République dominicaine.

### Marlins de la Floride
En septembre 1991, Dave Dombrowski est nommé premier directeur-gérant de l'histoire des Marlins de la Floride, une franchise d'expansion qui doit faire son entrée dans la Ligue nationale en 1993. Le jeune Dombrowski, collègue de Wren chez les Expos, embauche ce dernier 11 jours après sa nomination et en fait son assistant en Floride. 
Wren est promu vice-président des Marlins en 1996. En 1997, la franchise remporte pour la première fois la Série mondiale. Après ce succès, le propriétaire des Marlins ordonne une vente de feu pour des raisons budgétaires., ce qui entraîne les Marlins dans les derniers échelons de la ligue.
Durant ses années chez les Marlins, Wren passe bien près d'être engagé comme directeur-gérant des Padres de San Diego, qui en 1995 lui font une offre pour ensuite la retirer et engager plutôt Kevin Towers.

### Orioles de Baltimore
Le 23 octobre 1998, Frank Wren, 40 ans, devient le nouveau directeur-gérant des Orioles de Baltimore. Il succède à Pat Gillick, qui avait démissionné un mois plus tôt. La saison qui suit est une grande déception pour Baltimore : malgré l'une des plus imposantes masses salariales de la Ligue majeure de baseball et l'embauche de l'agent libre Albert Belle, qui accepte un contrat qui est alors le plus lucratif de l'histoire de la franchise, les Orioles terminent l'année 1999 avec 78 victoires et 84 défaites, vingt matchs derrière les champions de division. Après une seule saison dans le fauteuil du directeur-gérant et moins d'un an après son embauche, Wren est congédié en octobre 1999 par les Orioles.

### Braves d'Atlanta
Après son congédiement par les Orioles, Frank Wren rejoint les Braves d'Atlanta où il est pendant près de 8 ans l'adjoint du directeur-gérant John Schuerholz. Le 11 octobre 2007, Schuerholz est nommé président des Braves et Wren lui succède comme directeur-gérant, signant un contrat de 4 années. Il passe près de 7 ans dans ces fonctions. Il pose des gestes importants pour l'avenir de la franchise en mettant sous contrat pour plusieurs saisons de jeunes joueurs prometteurs repêchés et développés par l'organisation : Julio Teheran, Jason Heyward, Freddie Freeman, Andrelton Simmons et Craig Kimbrel. Il est aussi agressif sur le marché des transactions, faisant l'acquisition de joueurs tels Michael Bourn en 2011 et Justin Upton en 2013. En revanche, deux de ses acquisitions sur le marché des joueurs autonomes s'avèrent très coûteuses et peu productives : B. J. Upton et Dan Uggla signent des contrats à long terme valant plusieurs millions de dollars et offrent aux Braves des performances médiocres, qui ultimement contribuent au renvoi de Wren. Il est congédié le 22 septembre 2014, moins de 24 heures après la défaite, une 18e en 26 matchs, qui met fin aux espoirs des Braves de se qualifier pour les éliminatoires. À ses 6 premières années comme directeur-gérant, les Braves ont respectivement remporté 72, 86, 91, 89, 94 et 96 victoires. La franchise a participé aux matchs d'après-saison en 2010, 2012 et 2013 mais n'a pas remporté une seule série éliminatoire.

### Red Sox de Boston
Le 25 septembre 2015, Frank Wren est nommé vice-président senior des opérations baseball par les Red Sox de Boston. Il est assistant au président du club, Dave Dombrowski, son ancien collègue chez les Expos dont il avait ensuite été l'assistant-directeur général de 1991 à 1998 chez les Marlins.

## Vie personnelle
Frank Wren est père de trois fils. L'un d'eux, Kyle Wren, joue au baseball à l'université Georgia Tech et débute comme voltigeur de centre en ligues mineures dans l'organisation des Braves d'Atlanta, après avoir été repêché en 8e ronde en juin 2013. Le frère de Frank Wren, Jeff Wren, est un dépisteur dans l'organisation des Braves, qui congédient les deux frères le même jour en 2014.